# Звёздный (Мордовия)
 Звёздный  — поселок в Лямбирском районе Мордовии в составе  Берсеневского сельского поселения.

## География
Находится на расстоянии примерно 2 км на запад от города Саранск.

## Население
Постоянное население составляло 264 человек (русские 67%) в 2002 году, 315 в 2010 году .